# Apigénine
L'apigénine (ou apigénol) est un composé chimique de la famille des flavones, une sous-classe des flavonoïdes, qui a des propriétés anti-inflammatoires.
Elle est présente dans le persil, le plantain, l'achillée millefeuille, le romarin, le cannabis, la passiflore et aussi la camomille.
L'apigénine est un potentiel inhibiteur du Cytochrome P450 2C9 (CYP2C9), une enzyme responsable du métabolisme des médicaments dans le corps. In vitro, l'apigénine potentialise directement les activités neurotrophiques du facteur neurotrophique dérivé du cerveau, une publication chinoise (2023) estime qu'elle a un potentiel curatif dans les maladies neurodégénératives et la dépression.
D'autres études montrent un effet positif dans des cancers dont le cancer du sein (l'apigénine  serait associée à des facteurs d'épissage impliqués dans l'apoptose). Une recherche sur base de données propose 1500 articles sur ce thème. 

## Hétérosides
Comme la plupart des flavonoïdes, l'apigénine est présente dans la nature sous forme d'hétérosides :
- l'apiine, (apigénine-7-apioglucoside) isolée dans le persil et le céleri
- l'apigétrine (apigénine-7-glucoside), présente dans la fausse chicorée, la matricaire camomille
- la vitexine (apigénine-8-C-glucoside)
- l'isovitexine (apigénine-6-C-glucoside ou homovitexine, saponarétine)
- la rhoifoline (apigénine-7-O-néohespéridoside)